# Marie-France Lambert
Pour les articles homonymes, voir Lambert.
Marie-France Lambert est une actrice québécoise.

## Biographie
Elle joue au théâtre, fait de la danse moderne, des claquettes,  joue du piano et chante. Elle a joué dans plus de 20 pièces de théâtre au Québec et a participé à plus de 15 films et séries télé. Elle a tenu le rôle principal dans le téléroman Sauve qui peut (1997-1999), où elle incarnait une policière du nom de Caroline Dubois. Marie-France Lambert est également la conjointe de l'acteur québécois Alain Zouvi, qui incarne Le Dr Provencher dans le téléroman Destinées. Avec le comédien Marc Béland, elle a eu une fille, Aimée, née au début des années 2000.

## Filmographie

### Cinéma
- 1988 : Sauver une vie : Marie Côté
- 1989 : Justice Express : Madeleine
- 1989 : Alphonse Desjardins : Dorimène Desjardin (de 18 à 25 ans)
- 1989 : Friday's Curse : Sœur Adèle
- 1990 : Ding et Dong, le film : Clovis
- 1992 : Les Secrets d'Anémone : Anémone
- 1996 : Cosmos : Fanny
- 1999 : Matroni et moi : Ponpon
- 1999 : La Sombreuse : Anne
- 2000 : Maelström : Marie-Jeanne Sirois
- 2003 : La Grande Séduction : Sylvie Auger
- 2003 : L'Éternel et le brocanteur : Alice
- 2004 : Jack Paradise (Les nuits de Montréal) : Sandra
- 2005 : L'Audition : actrice (conjointe de Philippe)
- 2007 : Toi : Isabelle
- 2009 : La Dernière Fugue : Géraldine
- 2010 : Jaloux : Hélène
- 2013 : Miraculum : Docteur St-Jacques
- 2014 : La Passion d'Augustine : Madame Thompson
- 2015 : La Chasse au collet : Judith
- 2016 : Nous sommes les autres : Coline

### Télévision
- 1997 : Sauve qui peut! : Catherine Dubois
- 2001 : Fortier : Justine Lampron
- 2002 : Le Plateau : Anaïs Fontaine
- 2003 : L'Auberge du chien noir : Diane Langlois
- 2005 : L'Héritière de grande ourse : Butch
- 2005 : Vice caché : Cathy Barbeau
- 2008 : Tactik : Simone Grenier
- 2011 : 30 vies : Brigitte
- 2014 : Au secours de Béatrice : Isabelle Chartier
- 2014-2015 : Nouvelle Adresse : Sybile Morin
- 2016 : L'Appart du 5e : Battista
- 2018 : Lâcher Prise : Catherine Bourgeois
- 2019 : Victor Lessard 3 : Claire Sondos
- 2019 : Fugueuse : Josianne Primeau
- 2022 : Three Pines : Reine-Marie Gamache

## Théâtre
- 1991 : Ines Pérée et Inat Tendu de Réjean Ducharme : Aidez-Moi Lussier-Voucru
- 1995 : Les Muses orphelines de Michel Marc Bouchard : Martine
- 1997 : Lucrèce Borgia de Victor Hugo : Lucrèce Borgia
- 1999 : Un mari idéal d'Oscar Wilde : Lady Chiltern
- 2000 : Rien à voir avec les rossignols de Tennessee Williams : Eva Crane (première mondiale francophone)
- 2002 : Le langue-à-langue des chiens de roche de Daniel Danis : Joëlle
- 2003 : On purge bébé de Georges Feydeau : Julie Follavoine
- 2003 : Les Précieuses ridicules de Molière : Magdelon
- 2005 : Top Girls de Caryl Churchill : Marlène
- 2007 : Savannah Bay de Marguerite Duras : la jeune femme
- 2009 : Sextett de Rémi de Vos, mise en scène Éric Vigner, Théâtre du Rond-Point
- 2011 : Hamlet de Shakespeare, mise en scène Marc Béland, Théâtre du Nouveau Monde : Gertrude
- 2011 : Attends-moi de Kristen Thomson, mise en scène Marie Charlebois, Espace Go : Laura
- 2012 : Après moi, le déluge de Lluïsa Cunillé, mise en scène Claude Poissant, Théâtre de Quat'sous : la femme
- 2013 : La Puce à l'oreille de Georges Feydeau : Lucienne
- 2014 : Avant la retraite de Thomas Bernhard, mise en scène Catherine Vidal : Clara
- 2014 : Tu iras la chercher de Guillaume Corbeil, mise en scène Sophie Cadieux
- 2015 : Le Journal d'Anne Frank, adaptation d'Éric-Emmanuel Schmitt, Théâtre du Nouveau Monde : Edith Frank
- 2017 : Je disparais de Arne Lygre, mise en scène Catherine Vidal, Théâtre Prospéro

## Prix et nominations

### Prix
- 1997: Prix du Public, meilleure interprétation féminine, NCT[1], pour Lucrèce Borgia[réf. nécessaire]

### Nominations
- 1995 : Meilleur rôle de soutien, Gala des Masques, pour Les Muses orphelines
- 1997 : Meilleure interprétation féminine, Gala des Masques, pour Lucrèce Borgia
- 2002 : Meilleure interprétation féminine, Gala des Masques, pour La Langue-à-langue des chiens de roche
- 2005 : Meilleur rôle de soutien féminin (dramatique), Prix Gémeaux pour L'Héritière de Grande Ourse